# Antoni Rigo Sureda
Antoni Rigo Sureda (Palma, 1930-2007) fou un àrbitre de futbol mallorquí, considerat el millor àrbitre que han tingut les Balears a la seva història.

## Carrera esportiva
Rigo va entrar al món de l'arbitratge molt jove, després de practicar futbol esporàdicament. Després de militar a les categories autonòmiques -va arbitrar el seu primer partit federat el 1952-, va ser col·legiat de Segona Divisió a principis dels seixanta, dues temporades. Va debutar a Primera a la temporada 63-64 i va ser internacional a les temporades 66-67, 72-73, 73-74 i 75-76.
El seu debut en competicions europees va ser el 1966, a Lisboa, on va xiular un partit Portugal - França de seleccions militars. En el seu màxim apogeu va arribar a dirigir el duel classificatori per al mundial d'Alemanya 1974 entre Polònia i Gal·les a Cardiff.
Hom el recorda, especialment, per la final de Copa entre el Reial Madrid i el Barça, que va dirigir l'any 1968 a l'estadi Santiago Bernabéu. La final de Copa del Generalíssim del 1968 va ser un clàssic entre el Reial Madrid i el Barça al Bernabéu la va guanyar el conjunt català per 0-1. A Rigo se li van reclamar dos suposats penals sobre Amancio i Serena. A la conclusió del partit, el terreny de joc es va omplir d'ampolles, per això la denominació de la "final de les ampolles".
De fet, a la temporada 1967-68 va arbitrar de forma continuada en totes les jornades oficials de Lliga i Copa, un rècord insuperable.
Va abandonar la pràctica activa de l'arbitratge el 30 de juny de 1976 amb 46 anys i després d'estar 13 campanyes a la màxima categoria del futbol espanyol.